# Mahmud Jibril
Mahmud Jibril (àrab: محمود جبريل, Maḥmūd Jibrīl) (Al Bayda', 28 de maig de 1952 – el Caire, 5 d'abril de 2020) fou un polític libi, que va ser president del govern de transició de Líbia. Es va reunir amb Nicolas Sarkozy durant la revolució líbia, i tot seguit aquest va reconèixer el Consell de Transició libi com únic representant del poble libi.

## Carrera
Jibril es va llicenciar a la Universitat del Caire en Economia i ciències polítiques el 1975. Després va fer un màster a la Universitat de Pittsburgh en ciències polítiques el 1980 i es va doctorar quatre anys més tard en planificació estratègica en la mateixa universitat. Va ser professor de planificació estratègica a Pittsburgh durant uns anys i va publicar deu llibres sobre aquest camp i sobre presa de decisions.